# Samara Rodrigues de Almeida
Samara Rodrigues de Almeida (nascida em 16 de julho de 1992) é uma jogadora de vôlei brasileira. Com o seu clube Sollys Nestlé Osasco competiu no Campeonato Mundial Feminino de Voleibol FIVB 2011 e 2012. Ela foi eleita a jogadora mais valiosa do Campeonato Mundial Sub-18 Feminino de Voleibol da FIVB de 2009.